# Discografia di Lil Jon
La discografia di Lil Jon è composta da sei album in studio, di cui cinque con i The East Side Boyz, e più di quaranta video musicali.

## Album

### Album in studio
| Anno | Titolo | Classifiche | Classifiche       | Classifiche | Certificazioni    |
| Anno | Titolo | USA         | USA (R&B/Hip-Hop) | UK          | Certificazioni    |
| ---- | --- | ----------- | ----------------- | ----------- | ----------------- |
| 1997 | Get Crunk, Who U Wit: Da Album (con i The East Side Boyz) - Pubblicato: 21 ottobre 1997 - Etichetta: D.M., Ichiban, Mirror Image - Formati: CD, MC | —           | —                 | —           |                   |
| 2000 | We Still Crunk! (con i The East Side Boyz) - Pubblicato: 15 agosto 2000 - Etichetta: BME Recordings - Formati: CD, MC                              | —           | 71                | —           |                   |
| 2001 | Put Yo Hood Up (con i The East Side Boyz) - Pubblicato: 22 maggio 2001 - Etichetta: TVT Records, BME Recordings - Formati: CD, LP, MC              | 43          | 6                 | —           | - USA: Oro        |
| 2002 | Kings of Crunk (con i The East Side Boyz) - Pubblicato: 8 ottobre 2002 - Etichetta: TVT Records, BME Recordings - Formati: CD, download digitale   | 14          | 2                 | —           | - USA: 2x Platino |
| 2004 | Crunk Juice (con i The East Side Boyz) - Pubblicato: 16 novembre 2004 - Etichetta: TVT Records, BME Recordings - Formati: CD, download digitale    | 3           | 2                 | 52          | - USA: 2x Platino |
| 2009 | Crunk Rock - Pubblicato: 8 giugno 2010 - Etichetta: BME Recordings, Universal - Formati: CD, download digitale                                     | 49          | 8                 | —           |                   |

### Raccolte
| Anno | Titolo                                                                           | Classifiche | Classifiche       | Certificazioni |
| Anno | Titolo                                                                           | USA         | USA (R&B/Hip-Hop) | Certificazioni |
| ---- | -------------------------------------------------------------------------------- | ----------- | ----------------- | -------------- |
| 2003 | Certified Crunk - Pubblicato: 4 novembre 2003 - Etichetta: Ichiban - Formati: CD | 193         | 40                |                |

### Mixtape
| Anno | Titolo                                                       |
| ---- | ------------------------------------------------------------ |
| 2004 | Da Bottom Vol. 1 (con DJ Ideal)                              |
| 2005 | Da Bottom Vol. 1 Chopped & Screwed (con DJ Ideal)            |
| 2005 | Whaaat!!! Okaaay!!! (con i The East Side Boyz)               |
| 2006 | The BME Mixtape (con DJ Ideal)                               |
| 2006 | Gangsta Grillz Vol. 9 (con DJ Drama e Prince)                |
| 2006 | Southern Smoke 26 - Welcome 2 A-Town                         |
| 2007 | Rockbox, Vol. 1 (con DJ Spider)                              |
| 2007 | Rockbox, Vol. 2 (con DJ Spider)                              |
| 2008 | Motivation, Part 2 (con Mick Boogie, DJ Benzi e DJ Neoteric) |

### Album di remix
| Anno | Titolo |
| ---- | --- |
| 2005 | Crunk Juice Chopped & Screwed - Pubblicato: 9 agosto 2005 - Etichetta: TVT Records, BME Recordings, Swisha House |
| 2005 | Reggaeton Remix - Pubblicato: 16 agosto 2005 - Etichetta: Ichiban, Ryko                                          |

## Extended Play
- 2003 – Part II (TVT Records, BME Recordings)

## Lil Jon & Pastor Troy
- 2005: Proud to Be American - Slowed & Chopped
- 2005: I Am American

## Singoli

### Solista
| Anno | Titolo                                                     | Classifiche | Classifiche       | Classifiche | Classifiche | Album di provenienza             |
| Anno | Titolo                                                     | USA         | USA (R&B/Hip-Hop) | USA (Rap)   | UK          | Album di provenienza             |
| ---- | ---------------------------------------------------------- | ----------- | ----------------- | ----------- | ----------- | -------------------------------- |
| 1997 | Who You Wit                                                | —           | 70                | —           | —           | Get Crunk, Who You Wit: Da Album |
| 1998 | Shawty Freak A Lil Sumtin                                  | —           | 62                | 32          | —           | Get Crunk, Who You Wit: Da Album |
| 2000 | I Like Dem Girlz                                           | —           | 55                | 3           | —           | We Still Crunk!!                 |
| 2001 | Bia Bia (feat. Ludacris, Too $hort, Big Kap e Chyna Whyte) | 94          | 47                | —           | —           | Put Yo Hood Up                   |
| 2001 | "Put Yo Hood Up"                                           | –           | 80                | —           | —           | Put Yo Hood Up                   |
| 2002 | I Don't Give A... (feat. Mystikal e Krayzie Bone)          | –           | 50                | —           | —           | Kings of Crunk                   |
| 2003 | Get Low (feat. Ying Yang Twins)                            | 2           | 2                 | 1           | —           | Kings of Crunk                   |
| 2004 | What U Gon' Do (feat. Lil Scrappy)                         | 22          | 18                | 8           | —           | Crunk Juice                      |
| 2004 | Lovers & Friends (feat. Usher e Ludacris)                  | 3           | 2                 | 1           | 10          | Crunk Juice                      |
| 2004 | Get Crunk (feat. Bo Hagon)                                 | –           | 59                | —           | —           | Crunk Juice                      |
| 2004 | Real Nigga Roll Call (feat. Ice Cube)                      | –           | 61                | —           | —           | Crunk Juice                      |
| 2006 | Snap Yo Fingers (feat. E-40 & Sean P)                      | 7           | 1                 | 1           | —           | Crunk Rock                       |
| 2006 | Act a Fool (feat. Three 6 Mafia)                           | –           | 91                | —           | —           | Crunk Rock                       |
| 2009 | I Do (feat. Swizz Beatz & Snoop Dogg)                      | —           | —                 | —           | —           | Crunk Rock                       |
| 2009 | Give It All You Got (feat. Kee)                            | —           | —                 | —           | —           | Crunk Rock                       |

### Come esecutore
| Anno | Brano                                                                    | Posizione in classifica | Posizione in classifica | Posizione in classifica | Posizione in classifica | Album                                  |
| Anno | Brano                                                                    | U.S. Hot 100            | U.S. R&B                | U.S. Rap                | UK                      | Album                                  |
| ---- | ------------------------------------------------------------------------ | ----------------------- | ----------------------- | ----------------------- | ----------------------- | -------------------------------------- |
| 2003 | "Shake that Monkey" (Too $hort feat. Lil Jon)                            | 86                      | 56                      | 24                      | -                       | Married to the Game                    |
| 2003 | "Damn!" (YoungBloodZ feat. Lil Jon)                                      | 4                       | 2                       | 1                       | –                       | Drankin' Patnaz                        |
| 2004 | "Yeah!" (Usher feat. Lil Jon & Ludacris)                                 | 1                       | 1                       | –                       | 1                       | Confessions                            |
| 2004 | "Salt Shaker" (Ying Yang Twins feat. Lil Jon)                            | 9                       | 9                       | 2                       | –                       | Me & My Brother                        |
| 2004 | "Culo" (Pitbull feat. Lil Jon)                                           | 32                      | 45                      | 11                      | –                       | M.I.A.M.I.                             |
| 2004 | "Let's Go" (Trick Daddy feat. Lil Jon & Twista)                          | 7                       | 10                      | 4                       | 26                      | Thug Matrimony: Married to the Streets |
| 2004 | "Real Gangstaz" (Mobb Deep feat. Lil Jon)                                | –                       | 49                      | –                       | –                       | Amerikaz Nightmare                     |
| 2004 | "Toma" (Pitbull feat. Lil Jon)                                           | 108                     | 73                      | 21                      | –                       | M.I.A.M.I.                             |
| 2004 | "Head Bussa" (Lil Scrappy feat. Lil Jon)                                 | –                       | 73                      | –                       | –                       | Trillville & Lil Scrappy               |
| 2004 | "Neva Eva" (Trillville feat. Lil Jon & Lil Scrappy)                      | 78                      | 28                      | 22                      | –                       | Trillville & Lil Scrappy               |
| 2005 | "Girlfight" (Brooke Valentine feat. Lil Jon & Big Boi)                   | 23                      | 13                      | –                       | 35                      | Chain Letter                           |
| 2005 | "Okay" (Nivea feat. Lil Jon & YoungBloodZ)                               | 40                      | 14                      | –                       | –                       | Complicated                            |
| 2006 | "Bojangles [Remix]" (Pitbull feat. Lil Jon & Ying Yang Twins)            | 91                      | 89                      | –                       | –                       | El Mariel                              |
| 2006 | "Go to Church" (Ice Cube feat. Lil Jon & Snoop Dogg)                     | 121                     | 67                      | 25                      | –                       | Laugh Now, Cry Later                   |
| 2006 | "Gangsta Gangsta" (Lil Scrappy feat. Lil Jon)                            | –                       | –                       | –                       | –                       | Bred 2 Die Born 2 Live                 |
| 2007 | "Get Buck in Here" (DJ Felli Fel feat. Diddy, Akon, Ludacris. & Lil Jon) | 41                      | 87                      | 15                      | –                       | Go DJ!                                 |
| 2007 | "The Anthem" (Pitbull feat. Lil Jon)                                     | 38                      | -                       | 8                       | -                       | The Boatlift                           |
| 2008 | "Krazy" (Pitbull feat. Lil Jon)                                          | 30                      | 118                     | 8                       | -                       | Rebelution                             |
| 2009 | "I'm the Shit [Remix]" (DJ Class feat. Lil Jon)                          | -                       | -                       | -                       | -                       | TBA                                    |
| 2009 | "Patron Tequila" (Paradiso Girls feat. Lil Jon)                          | -                       | -                       | -                       | -                       | Crazy Horse                            |
| 2009 | "Shots" (LMFAO feat. Lil Jon)                                            | -                       | -                       | -                       | -                       | TBA                                    |

## Videografia

### Video musicali
- Lean Back - Terror Squad
- Oh Yeah (Work) - Lil Scrappy (feat. E-40, Sean P.)
- Dangerous - Ying Yang Twins (feat. Wyclef Jean)
- Salt Shaker - Ying Yang Twins (feat. Lil Jon & the East Side Boyz)
- Wouldn't Get Far - The Game (feat. Kanye West)
- No Problem - Lil Scrappy
- Step Yo' Game Up - Snoop Dogg (feat. Lil Jon, Trina)
- Damn! - YoungBloodZ (feat. Lil Jon & the East Side Boyz)
- Yeah! - Usher (feat. Lil Jon, Ludacris)
- Head Bussa - Lil Scrappy (feat. Lil Jon)
- Neve Eva - Trillville (feat. Lil Scrappy, Lil Jon)
- Money in the Bank [Remix] - Lil Scrappy (feat. Young Buck)
- Go to Church - Ice Cube (feat. Lil Jon, Snoop Dogg)
- Let's Go - Trick Daddy (feat. Lil Jon, Twista)
- Okay - Nivea (feat. Lil Jon, YoungBloodZ)
- Welcome to Atlanta [Coast to Coast Remix] - Jermaine Dupri (feat. Diddy, Murphy Lee, Snoop Dogg, Ludacris)
- Toma - Pitbull (feat. Lil Jon)
- Culo - Pitbull (feat. Lil Jon)
- Bojangles [Remix] - Pitbull (feat. Lil Jon, Ying Yang Twins)
- Shake That Monkey - Too $hort (feat. Lil Jon)
- Couldn't Be a Better Player - Too $hort (feat. Lil Jon)
- Girlfight - Brooke Valentine (feat. Lil Jon, Big Boi)
- Wuz Up - Crime Mob (feat. Bohagon, Fabo dei D4L)
- Get Some Crunk in Yo' System - Trillville (feat. Pastor Troy)
- Goodies - Ciara (feat. Petey Pablo)
- You Don't Want Drama - 8 Ball & MJG
- Gangsta, Gangsta - Lil Scrappy (feat. Lil Jon)
- A Bay Bay [Remix] - Hurricane Chris (feat. The Game, Jadakiss, E-40, Lil' Boosie, Birdman)
- Quick to Back Down - Bravehearts (feat. Nas, Lil Jon)
- Do It, Do It (Pool Palace) - BHI (feat. K-Rab, Lil Jon)
- Real Gangstaz - Mobb Deep - (feat. Lil Jon)
- Dat's How it Goes - Benzino (feat. Lil Jon, Young Hardy, Gambino)
- Over Here - Young Jeezy (feat. Bun B)
- Act a Fool - Master P (feat. Lil Jon)
- Welcome to Atlanta - Jermaine Dupri (feat. Ludacris)
- Some Cut - Trillville (feat. Cutty)
- That's Right - Ciara (feat. Lil Jon)
- U And Dat - E-40 (feat. T-Pain)
- Get Buck in Here - DJ Felli Fel (feat. Akon, Diddy, Ludacris, Lil Jon)
- Dat Baby Don't Look Me - Shawty Putt (feat. Lil Jon)
- The Anthem - Pitbull (feat. Lil Jon)
- I Run This - Birdman (feat. Lil Wayne)
- Southern Hospitality - Ludacris
- Couldn't Be a Better Player - Too $hort (feat. Lil Jon & the East Side Boyz)
- Krazy - Pitbull (feat. Lil Jon)
- The Anthem - Pitbull (feat. Lil Jon)
- That's How I Go - Baby Bash (feat. Lil Jon, Mario)
- Day Dreaming - DJ Drama (feat. T.I., Snoop Dogg, Akon)
- Patron Tequila - Paradiso Girls (feat. Lil Jon, Eve)
- Shots - LMFAO (feat. Lil Jon)